# ستیمو روتارو
ستیمو روتارو (به ایتالیایی: Settimo Rottaro) یک کومونه در ایتالیا است که در استان تورین واقع شده‌است.

## خصوصیات
ستیمو روتارو ۶٫۱ کیلومترمربع مساحت و ۵۲۳ نفر جمعیت دارد و ۲۵۸ متر بالاتر از سطح دریا واقع شده‌است.